# Задувка доменной печи

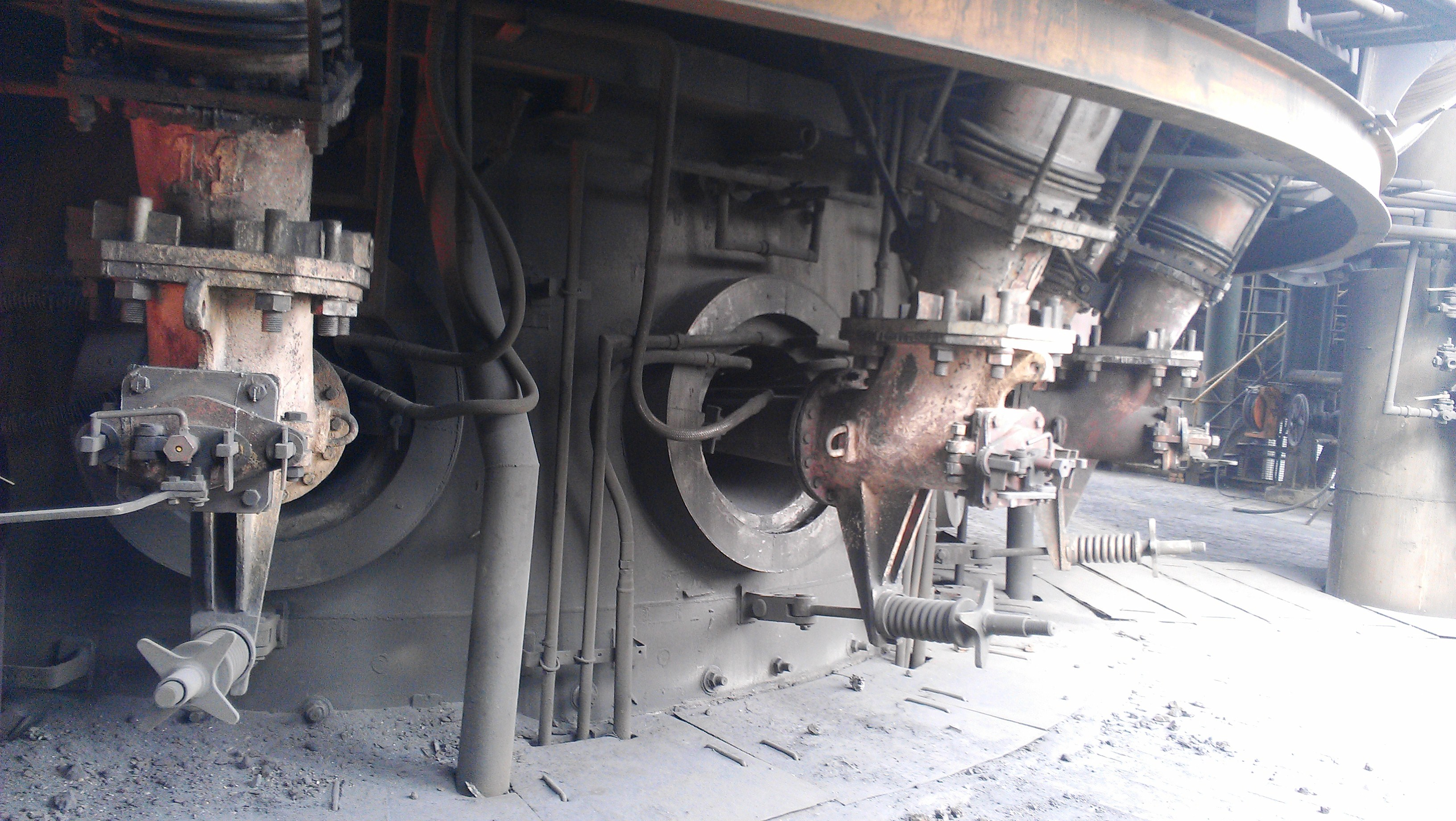
Фурмы доменной печи

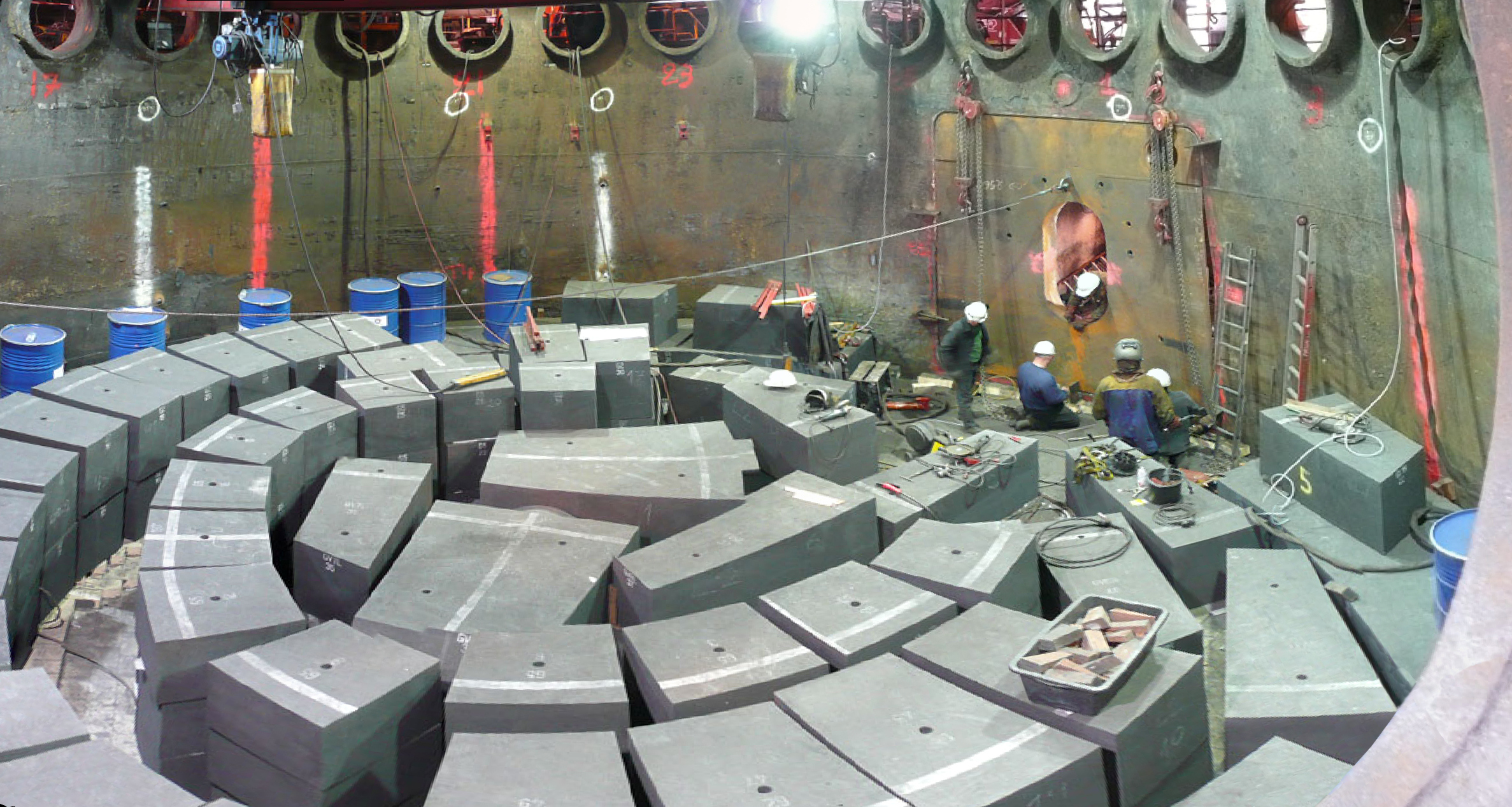
Замена графитовых блоков огнеупорной кладки горна доменной печи

Заду́вка до́менной печи́ — начальная операция в кампании доменной печи (новой печи или печи после капитального ремонта 1-го разряда).

## Основные этапы

### Сушка воздухонагревателей и печи
Сушка доменной печи и блока воздухонагревателей производится после испытания их на плотность и после установки всей аппаратуры. Для удаления влаги из огнеупорной кладки её нагревают до температур 100—165 °С. Обычно продолжительность сушки и разогрева воздухонагревателей составляет около 7 суток.
Огнеупорная кладка доменной печи содержит значительное количество влаги. При сушке печи влага удаляется через колошник. Для облегчения удаления влаги из лещади сушка ее производится по мере кладки каждого ряда с помощью электронагревательных устройств. Наиболее удобным, безопасным и дешевым способом сушки доменной печи является сушка горячим воздухом. Поэтому сушку воздухонагревателей как правило заканчивают до сушки печи. Сушка доменной печи осуществляется по следующему графику: постепенный разогрев до 600 °С в течение 2 суток, выдержка при этой температуре в течение 1,5 суток и естественное охлаждение (обычно около 1,5 суток).

### Загрузка задувочной шихты
К задувочной шихте предъявляются следующие требования.
- Железорудные материалы, входящие в состав задувочных шихт, должны быть легковосстановимы для снижения степени прямого восстановления в процессе задувки печи и снижения удельного расхода кокса.
- Шихтовые материалы должны быть прочными, поскольку загрузка материалов в печь осуществляется с большой высоты.
- Количество мелочи (фракции менее 5 мм) в железорудном материале должно быть минимальным.
- Кокс, входящий в состав задувочной шихты, должен быть малосернистым. Это связано с большим расходом кокса в задувочной шихте, что делает проблематичным получение чугуна, кондиционного по содержанию серы.
- Шихтовые материалы должны содержать минимальное количество гигроскопической влаги. Это связано с тем, что испарение влаги из шихты в процессе задувки в отличие от обычного режима доменной плавки происходит с дополнительными затратами тепла и возрастанием расхода кокса.

Задувочную шихту характеризует прежде всего высокий удельный расход кокса. Это диктуется необходимостью разогрева как столба шихты, так и огнеупорной кладки до рабочих температур.
Задувочная шихта рассчитывается на получение литейных чугунов с содержанием кремния 1,5—2,0 %. В этом случае происходят графитизация огнеупорной кладки и образование устойчивого гарнисажа. Задувочная шихта рассчитывается на основность шлака CaO/SiO2 = 0,9—1,1. Несмотря на высокое содержание серы в задувочной шихте, увеличение основности шлака сверх указанной считается нецелесообразным из-за возрастания температур их плавления, а также из-за того, что основные шлаки относятся к типу «коротких»; это может способствовать образованию настылей в начальный период работы доменной печи. Задувочная шихта часто состоит из 4—5 шихт, каждая из которых включает 5—7 подач.
Задача первоначального момента задувки доменной печи заключается в обеспечении быстрого воспламенения горючего на всех воздушных фурмах, в «срабатывании» шихты в первые же часы после задувки и предупреждении загромождения горна, осложняющего отработку продуктов плавки. Загруженный горн должен иметь хорошую газопроницаемость, обеспечивать дренаж расплавов чугуна и шлака, а также возможность быстрого открывания чугунной лётки.
При загрузке низ печи, в том числе и горн, специально подготавливают к приему задувочной шихты. Основные подготовительные операции следующие.
- Торкретирование стен горна и поверхности лещади жароупорным бетоном или футеровка шамотным кирпичом стен металлоприемника и заплечиков.
- Обшивка заплечиков шпалами.
- Проверка герметичности установки воздушных фурм.
- Установка шлаковых приборов.
- Укладка на лещадь печи до порога чугунной летки (зумпфа печи) гранулированного доменного шлака для создания защитного слоя на лещади и ошлакования швов ее поверхности.
- В чугунные лётки (если их несколько) вводятся стальные трубы диаметром 4 дюйма, доходящие до центра горна. По длине трубы (внутри печи) делаются отверстия 7—10 мм, располагаемые в шахматном порядке по ее поверхности. Это необходимо для направления потока нагретых газов к лещади печи и разогрева горна печи.

После подготовительных операций производится собственно загрузка печи.

### Раздувочный период
В раздувочный период происходит прогрев шихты и огнеупорной кладки. Обычно первоначально задаваемое количество дутья составляет 50—70 % от номинального. Скорости подачи дутья доходят до 230 м/с, а в японской практике задувки печей до 260—300 м/с.
На окончание прогрева кладки печи и начало расходования тепла на собственно технологический процесс указывает подъём температуры кладки шахты на горизонте колошника.

### Первый выпуск чугуна и шлака
Время первого выпуска зависит от числа подач шихты. Ориентировочно это время составляет от 16 до 24 часов.

## Переход к нормальному ходу печи
Загрузка печи начинается после подвижки шихты при давлении колошникового газа не ниже 6—7 кПа (600—700 мм вод. ст.). После раздувочного периода наступает нормальная работа доменной печи.